# Ormocarpopsis calcicola
Ormocarpopsis calcicola é uma espécie vegetal da família Fabaceae.
Apenas pode ser encontrada no Madagáscar.